# Tercera División de España 1977-78
La temporada 1977–78 de la Tercera División de España de fútbol corresponde a la 41.ª edición del campeonato y se disputó entre el 4 de septiembre de 1977 y el 14 de mayo de 1978.

## Sistema de competición
La Tercera División de España 1977-78 fue organizada por la Federación Española de Fútbol (RFEF).
El campeonato contó con la participación de 120 clubes divididos en seis grupos. La competición siguió un sistema de liga, de modo que los equipos de cada grupo se enfrentaron entre sí, todos contra todos en dos ocasiones -una en campo propio y otra en campo contrario- sumando un total de treinta y ocho jornadas. El orden de los encuentros se decidió por sorteo antes de empezar la competición.
Se estableció una clasificación con arreglo a los puntos obtenidos en cada enfrentamiento, a razón de dos por partido ganado, uno por empatado y ninguno en caso de derrota. En caso de empate a puntos entre dos o más clubes en la clasificación, se tuvo en cuenta el mayor cociente de goles. 
Esta temporada es la primera en la que la Tercera División queda como cuarta categoría nacional tras la creación de la Segunda División B. 
Los primeros clasificados de cada grupo ascendieron directamente a Segunda División B.
Los tres últimos clasificados de cada grupo descendieron directamente a Categoría Regional.

## Clasificaciones

### Grupo I
| Pos. | Equipo                           | Pts. | PJ | G  | E  | P  | GF | GC | Dif. | Clasificación                 |
| ---- | -------------------------------- | ---- | -- | -- | -- | -- | -- | -- | ---- | ----------------------------- |
| 1    | C. D. Lugo (A)                   | 50   | 38 | 23 | 4  | 11 | 68 | 33 | +35  | Ascenso a Segunda División B  |
| 2    | C. D. Gijón                      | 47   | 38 | 17 | 13 | 8  | 55 | 29 | +26  |                               |
| 3    | Unión Deportiva Gijón Industrial | 44   | 38 | 15 | 14 | 9  | 55 | 45 | +10  |                               |
| 4    | S. D. Ponferradina               | 43   | 38 | 15 | 13 | 10 | 64 | 42 | +22  |                               |
| 5    | Gran Peña Celtista               | 43   | 38 | 17 | 9  | 12 | 54 | 38 | +16  |                               |
| 6    | Fabril Deportivo                 | 41   | 38 | 15 | 11 | 12 | 52 | 54 | −2   |                               |
| 7    | Real Avilés C. F.                | 41   | 38 | 16 | 9  | 13 | 56 | 45 | +11  |                               |
| 8    | Club Siero                       | 40   | 38 | 17 | 6  | 15 | 64 | 53 | +11  |                               |
| 9    | Santoña Club de Fútbol           | 39   | 38 | 15 | 9  | 14 | 46 | 49 | −3   |                               |
| 10   | C. D. Turón                      | 39   | 38 | 16 | 7  | 15 | 49 | 41 | +8   |                               |
| 11   | Arosa S. C.                      | 38   | 38 | 15 | 8  | 15 | 49 | 56 | −7   |                               |
| 12   | Juventud Cambados                | 37   | 38 | 12 | 13 | 13 | 45 | 49 | −4   |                               |
| 13   | Real Valladolid Promesas         | 35   | 38 | 12 | 11 | 15 | 42 | 40 | +2   |                               |
| 14   | C. D. Venta de Baños             | 35   | 38 | 12 | 11 | 15 | 40 | 64 | −24  |                               |
| 15   | C. D. Naval                      | 34   | 38 | 13 | 8  | 17 | 44 | 46 | −2   |                               |
| 16   | S. D. Rayo Cantabria             | 34   | 38 | 11 | 12 | 15 | 46 | 52 | −6   |                               |
| 17   | Club Turista de Vigo             | 33   | 38 | 13 | 7  | 18 | 48 | 62 | −14  |                               |
| 18   | Sporting Celanova                | 31   | 38 | 13 | 5  | 20 | 37 | 64 | −27  |                               |
| 19   | Gimnástica de Torrelavega (D)    | 28   | 38 | 9  | 10 | 19 | 40 | 56 | −16  | Descenso a Categoría Regional |
| 20   | Noya S. D. (D)                   | 28   | 38 | 6  | 16 | 16 | 30 | 59 | −29  | Descenso a Categoría Regional |

 Fuente: Futbolme

### Grupo II
| Pos. | Equipo                | Pts. | PJ | G  | E  | P  | GF | GC | Dif. | Clasificación                 |
| ---- | --------------------- | ---- | -- | -- | -- | -- | -- | -- | ---- | ----------------------------- |
| 1    | C. D. Logroñés (A)    | 53   | 38 | 22 | 9  | 7  | 67 | 38 | +29  | Ascenso a Segunda División B  |
| 2    | Deportivo Aragón      | 50   | 38 | 21 | 8  | 9  | 73 | 36 | +37  |                               |
| 3    | San Sebastián C. F.   | 50   | 38 | 23 | 4  | 11 | 59 | 32 | +27  |                               |
| 4    | C. D. Guecho          | 48   | 38 | 20 | 8  | 10 | 71 | 47 | +24  |                               |
| 5    | C. D. Sangüesa        | 45   | 38 | 19 | 7  | 12 | 63 | 64 | −1   |                               |
| 6    | C. D. Calahorra       | 42   | 38 | 16 | 10 | 12 | 62 | 52 | +10  |                               |
| 7    | S. D. Lemona          | 42   | 38 | 15 | 12 | 11 | 48 | 35 | +13  |                               |
| 8    | S. D. Guernica Club   | 41   | 38 | 15 | 11 | 12 | 63 | 44 | +19  |                               |
| 9    | S. D. C. Michelín (D) | 40   | 38 | 16 | 8  | 14 | 61 | 52 | +9   | Descenso a Categoría Regional |
| 10   | Tolosa C. F.          | 39   | 38 | 14 | 11 | 13 | 51 | 54 | −3   |                               |
| 11   | C. D. Munguía         | 39   | 38 | 16 | 7  | 15 | 55 | 55 | 0    |                               |
| 12   | C. D. Motrico         | 39   | 38 | 16 | 7  | 15 | 56 | 41 | +15  |                               |
| 13   | Arenas Club           | 38   | 38 | 15 | 8  | 15 | 52 | 55 | −3   |                               |
| 14   | S. D. Valmaseda C. F. | 38   | 38 | 17 | 4  | 17 | 56 | 59 | −3   |                               |
| 15   | Peña Sport C. F.      | 33   | 38 | 14 | 5  | 19 | 40 | 47 | −7   |                               |
| 16   | Burgos Promesas C. F. | 30   | 38 | 9  | 12 | 17 | 52 | 63 | −11  |                               |
| 17   | A. D. Sabiñánigo      | 29   | 38 | 10 | 9  | 19 | 46 | 63 | −17  |                               |
| 18   | C. D. Sariñena (D)    | 26   | 38 | 10 | 6  | 22 | 37 | 74 | −37  | Descenso a Categoría Regional |
| 19   | S. D. Huesca "B" (D)  | 23   | 38 | 7  | 9  | 22 | 37 | 87 | −50  | Descenso a Categoría Regional |
| 20   | C. D. Izarra (D)      | 15   | 38 | 6  | 3  | 29 | 27 | 78 | −51  | Descenso a Categoría Regional |

 Fuente: Futbolme
Notas:
1. ↑  La S. D. C. Michelín desapareció al finalizar la temporada.

### Grupo III
| Pos. | Equipo                      | Pts. | PJ | G  | E  | P  | GF | GC | Dif. | Clasificación                 |
| ---- | --------------------------- | ---- | -- | -- | -- | -- | -- | -- | ---- | ----------------------------- |
| 1    | Gimnástico de Tarragona (A) | 50   | 38 | 22 | 6  | 10 | 70 | 28 | +42  | Ascenso a Segunda División B  |
| 2    | U. D. Figueras              | 50   | 38 | 24 | 2  | 12 | 74 | 44 | +30  |                               |
| 3    | C. D. Endesa Andorra        | 49   | 38 | 24 | 1  | 13 | 71 | 39 | +32  |                               |
| 4    | F. C. Andorra               | 47   | 38 | 18 | 11 | 9  | 65 | 43 | +22  |                               |
| 5    | F. C. Barcelona Aficionados | 45   | 38 | 19 | 7  | 12 | 65 | 37 | +28  |                               |
| 6    | C. F. Reus Deportiu         | 44   | 38 | 17 | 10 | 11 | 50 | 35 | +15  |                               |
| 7    | C. D. Malgrat               | 40   | 38 | 16 | 8  | 14 | 50 | 46 | +4   |                               |
| 8    | C. F. Gavá                  | 40   | 38 | 17 | 6  | 15 | 54 | 51 | +3   |                               |
| 9    | C. D. La Cava               | 40   | 38 | 17 | 6  | 15 | 47 | 50 | −3   |                               |
| 10   | C. D. Hospitalet            | 39   | 38 | 13 | 13 | 12 | 50 | 49 | +1   |                               |
| 11   | C. D. Europa                | 38   | 38 | 14 | 10 | 14 | 61 | 52 | +9   |                               |
| 12   | C. D. Júpiter               | 36   | 38 | 13 | 10 | 15 | 52 | 48 | +4   |                               |
| 13   | C. F. Badalona              | 35   | 38 | 14 | 7  | 17 | 45 | 65 | −20  |                               |
| 14   | C. F. Sporting Mahonés      | 33   | 38 | 13 | 7  | 18 | 48 | 72 | −24  |                               |
| 15   | Atlético de Monzón          | 33   | 38 | 12 | 9  | 17 | 40 | 67 | −27  |                               |
| 16   | U. A. Horta                 | 31   | 38 | 13 | 5  | 20 | 48 | 71 | −23  |                               |
| 17   | C. D. Masnou                | 31   | 38 | 11 | 9  | 18 | 58 | 63 | −5   |                               |
| 18   | C. D. Oliana (D)            | 30   | 38 | 11 | 8  | 19 | 46 | 80 | −34  | Descenso a Categoría Regional |
| 19   | C. D. Moncada (D)           | 29   | 38 | 11 | 7  | 20 | 36 | 63 | −27  | Descenso a Categoría Regional |
| 20   | U. D. Vic (D)               | 20   | 38 | 7  | 6  | 25 | 39 | 73 | −34  | Descenso a Categoría Regional |

 Fuente: Futbolme

### Grupo IV
| Pos. | Equipo                    | Pts. | PJ | G  | E  | P  | GF | GC | Dif. | Clasificación                 |
| ---- | ------------------------- | ---- | -- | -- | -- | -- | -- | -- | ---- | ----------------------------- |
| 1    | Zamora C. F. (A)          | 51   | 38 | 21 | 9  | 8  | 52 | 25 | +27  | Ascenso a Segunda División B  |
| 2    | Albacete Balompié         | 50   | 38 | 23 | 4  | 11 | 56 | 35 | +21  |                               |
| 3    | C. D. Manchego            | 45   | 38 | 16 | 13 | 9  | 51 | 36 | +15  |                               |
| 4    | R. S. D. Alcalá           | 45   | 38 | 20 | 5  | 13 | 50 | 38 | +12  |                               |
| 5    | U. D. Las Palmas Atlético | 44   | 38 | 18 | 8  | 12 | 58 | 46 | +12  |                               |
| 6    | C. D. Ciempozuelos        | 42   | 38 | 17 | 8  | 13 | 55 | 46 | +9   |                               |
| 7    | C. D. Carabanchel         | 41   | 38 | 17 | 7  | 14 | 58 | 44 | +14  |                               |
| 8    | Toscal C. F.              | 38   | 38 | 17 | 4  | 17 | 53 | 55 | −2   |                               |
| 9    | S. D. Gimnástica Arandina | 38   | 38 | 15 | 8  | 15 | 44 | 45 | −1   |                               |
| 10   | C. D. Valdepeñas          | 37   | 38 | 14 | 9  | 15 | 44 | 51 | −7   |                               |
| 11   | Talavera C. F.            | 37   | 38 | 15 | 7  | 16 | 41 | 51 | −10  |                               |
| 12   | C. D. Colonia Moscardó    | 36   | 38 | 15 | 6  | 17 | 48 | 46 | +2   |                               |
| 13   | C. D. Toledo              | 35   | 38 | 12 | 11 | 15 | 36 | 44 | −8   |                               |
| 14   | C. D. Salmantino          | 34   | 38 | 12 | 10 | 16 | 51 | 51 | 0    |                               |
| 15   | A. D. Arganda             | 34   | 38 | 14 | 6  | 18 | 55 | 58 | −3   |                               |
| 16   | C. D. Leganés             | 33   | 38 | 11 | 11 | 16 | 45 | 51 | −6   |                               |
| 17   | S. D. Almazán             | 33   | 38 | 10 | 13 | 15 | 38 | 57 | −19  |                               |
| 18   | U. P. Plasencia (D)       | 32   | 38 | 12 | 8  | 18 | 39 | 56 | −17  | Descenso a Categoría Regional |
| 19   | A. D. Alcorcón (D)        | 30   | 38 | 12 | 6  | 20 | 35 | 60 | −25  | Descenso a Categoría Regional |
| 20   | C. D. Guadalajara (D)     | 25   | 38 | 8  | 9  | 21 | 32 | 56 | −24  | Descenso a Categoría Regional |

 Fuente: Futbolme

### Grupo V
| Pos. | Equipo                       | Pts. | PJ | G  | E  | P  | GF | GC | Dif. | Clasificación                 |
| ---- | ---------------------------- | ---- | -- | -- | -- | -- | -- | -- | ---- | ----------------------------- |
| 1    | S. D. Ibiza (A)              | 53   | 38 | 24 | 5  | 9  | 52 | 24 | +28  | Ascenso a Segunda División B  |
| 2    | Cartagena F. C.              | 52   | 38 | 21 | 10 | 7  | 84 | 29 | +55  |                               |
| 3    | A. P. Almansa                | 48   | 38 | 19 | 10 | 9  | 57 | 29 | +28  |                               |
| 4    | C. D. Alcoyano               | 46   | 38 | 17 | 12 | 9  | 67 | 41 | +26  |                               |
| 5    | Crevillente Deportivo        | 41   | 38 | 15 | 11 | 12 | 58 | 45 | +13  |                               |
| 6    | C. D. Mestalla               | 40   | 38 | 16 | 8  | 14 | 56 | 49 | +7   |                               |
| 7    | C. F. Gandía                 | 39   | 38 | 17 | 5  | 16 | 42 | 39 | +3   |                               |
| 8    | C. D. Margaritense           | 39   | 38 | 16 | 7  | 15 | 39 | 55 | −16  |                               |
| 9    | C. D. Villena                | 39   | 38 | 12 | 15 | 11 | 41 | 35 | +6   |                               |
| 10   | Paterna C. F.                | 37   | 38 | 15 | 7  | 16 | 42 | 55 | −13  |                               |
| 11   | U. D. Alcira                 | 36   | 38 | 11 | 14 | 13 | 34 | 37 | −3   |                               |
| 12   | C. D. Constancia             | 36   | 38 | 12 | 12 | 14 | 39 | 39 | 0    |                               |
| 13   | U. D. Poblense               | 36   | 38 | 10 | 16 | 12 | 30 | 31 | −1   |                               |
| 14   | C. D. Acero                  | 35   | 38 | 15 | 5  | 18 | 41 | 64 | −23  |                               |
| 15   | Villarreal C. F.             | 34   | 38 | 11 | 12 | 15 | 42 | 36 | +6   |                               |
| 16   | U. D. Español de San Vicente | 32   | 38 | 12 | 8  | 18 | 46 | 55 | −9   |                               |
| 17   | Orihuela Deportiva C. F.     | 31   | 38 | 14 | 3  | 21 | 34 | 45 | −11  |                               |
| 18   | S. D. Portmany (D)           | 29   | 38 | 10 | 9  | 19 | 45 | 78 | −33  | Descenso a Categoría Regional |
| 19   | U. D. Porreras (D)           | 29   | 38 | 10 | 9  | 19 | 37 | 75 | −38  | Descenso a Categoría Regional |
| 20   | Yeclano C. F. (D)            | 28   | 38 | 8  | 12 | 18 | 29 | 54 | −25  | Descenso a Categoría Regional |

 Fuente: Futbolme

### Grupo VI
| Pos. | Equipo                  | Pts. | PJ | G  | E  | P  | GF | GC | Dif. | Clasificación                 |
| ---- | ----------------------- | ---- | -- | -- | -- | -- | -- | -- | ---- | ----------------------------- |
| 1    | C. P. Cacereño (A)      | 53   | 38 | 22 | 9  | 7  | 55 | 22 | +33  | Ascenso a Segunda División B  |
| 2    | C. D. San Fernando      | 52   | 38 | 23 | 6  | 9  | 67 | 30 | +37  |                               |
| 3    | R. B. Linense           | 49   | 38 | 20 | 9  | 9  | 47 | 21 | +26  |                               |
| 4    | Gimnástico Melilla      | 46   | 38 | 17 | 12 | 9  | 56 | 39 | +17  |                               |
| 5    | Úbeda C. F.             | 43   | 38 | 18 | 7  | 13 | 55 | 34 | +21  |                               |
| 6    | C. F. Extremadura       | 41   | 38 | 15 | 11 | 12 | 53 | 48 | +5   |                               |
| 7    | Real U. D. Carolinense  | 40   | 38 | 16 | 8  | 14 | 46 | 46 | 0    |                               |
| 8    | Mérida Industrial C. F. | 40   | 38 | 14 | 12 | 12 | 37 | 34 | +3   |                               |
| 9    | C. D. Motril            | 39   | 38 | 16 | 7  | 15 | 41 | 33 | +8   |                               |
| 10   | C. D. Iliturgi          | 39   | 38 | 16 | 7  | 15 | 46 | 48 | −2   |                               |
| 11   | Puerto Real C. F.       | 37   | 38 | 14 | 9  | 15 | 42 | 42 | 0    |                               |
| 12   | Betis Deportivo         | 36   | 38 | 15 | 6  | 17 | 44 | 47 | −3   |                               |
| 13   | Jerez Industrial C. F.  | 34   | 38 | 11 | 12 | 15 | 37 | 48 | −11  |                               |
| 14   | Atlético Malagueño      | 33   | 38 | 15 | 3  | 20 | 36 | 41 | −5   |                               |
| 15   | Vélez C. F.             | 33   | 38 | 15 | 3  | 20 | 35 | 58 | −23  |                               |
| 16   | C. D. Estepona          | 33   | 38 | 10 | 13 | 15 | 43 | 55 | −12  |                               |
| 17   | C. D. Don Benito        | 33   | 38 | 13 | 7  | 18 | 59 | 63 | −4   |                               |
| 18   | C. A. Marbella (D)      | 32   | 38 | 12 | 8  | 18 | 37 | 57 | −20  | Descenso a Categoría Regional |
| 19   | U. D. Montijo (D)       | 27   | 38 | 10 | 7  | 21 | 48 | 70 | −22  | Descenso a Categoría Regional |
| 20   | Atlético de Ceuta (D)   | 20   | 38 | 4  | 12 | 22 | 26 | 74 | −48  | Descenso a Categoría Regional |

 Fuente: Futbolme

## Resumen
Ascendieron a Segunda División B:
| - Club Polideportivo Cacereño | - Club Gimnástico de Tarragona | - Sociedad Deportiva Ibiza | - Club Deportivo Logroñés | - Club Deportivo Lugo | - Zamora Club de Fútbol |

Descendieron a Divisiones Regionales: 
| Grupo I - Real Sociedad Gimnástica de Torrelavega - Noya Sociedad Deportiva | Grupo II - Club Deportivo Sariñena - Sociedad Deportiva Huesca "B" - Club Deportivo Izarra - Sociedad Deportiva Cultural Michelín | Grupo III - Club Deportivo Oliana - Club Deportivo Moncada - Unión Deportiva Vic | Grupo IV - Unión Polideportiva Plasencia - Agrupación Deportiva Alcorcón - Club Deportivo Guadalajara | Grupo V - Sociedad Deportiva Portmany - Unión Deportiva Porreras - Yeclano Club de Fútbol | Grupo VI - Club Atlético Marbella - Unión Deportiva Montijo - Club Atlético de Ceuta |